# Sakhanu
Sakhanu es un pueblo y nagar Panchayat situado en el distrito de Badaun en el estado de Uttar Pradesh (India). Su población es de 10627 habitantes (2011). 

## Demografía
Según el  censo de 2001 la población de Sakhanu era de 8813 habitantes, de los cuales el 54% eran hombres y el 46% eran mujeres. Sakhanu tiene una tasa media de alfabetización del 30%, inferior a la media nacional del 59,5%: la alfabetización masculina es del 38%, y la alfabetización femenina del 20%.